# 塔杰普尔
塔杰普尔（Taj Pul），是印度德里South县的一个城镇。总人口58220（2001年）。

## 人口
该地2001年总人口58220人，其中男性32493人，女性25727人；0—6岁人口10109人，其中男5432人，女4677人；识字率69.08%，其中男性为77.04%，女性为59.04%。